# Pohorenina
Pohorenina (776 m) – szczyt w Wielkiej Fatrze na Słowacji. Wznosi się w jej części zwanej Szypską Fatrą, po południowej stronie zabudowań wsi Komjatná.
Pohorenina znajduje się w zakończeniu północnego grzbietu Kečky (1113 m). W grzbiecie tym między Pohoreniną a szczytem Kečky znajduje się jeszcze Svrčinová skala (905 m). Pohorenina zbudowana jest ze skał węglanowych. Jest porośnięta lasem, ale na przełęczy między nią a Svrčinovą skałą jest duża polana. Jest też dużo skalnych odsłonięć, a w nich jaskinia Zatkova jama.
Słowackie słowo pohorenina w tłumaczeniu na język polski oznacza pogorzelina, coś spalonego.